# Сужёнис
Сужёнис (лит. Sužionys) — деревня на территории самоуправления Вильнюсского района, в 16 км к северу от Неменчине у одноимённого озера, центр католического прихода и староства (сянюнии) площадью в 16 014 га, на территории которого находится 90 деревень и проживает 2040 жителей.

## Инфраструктура

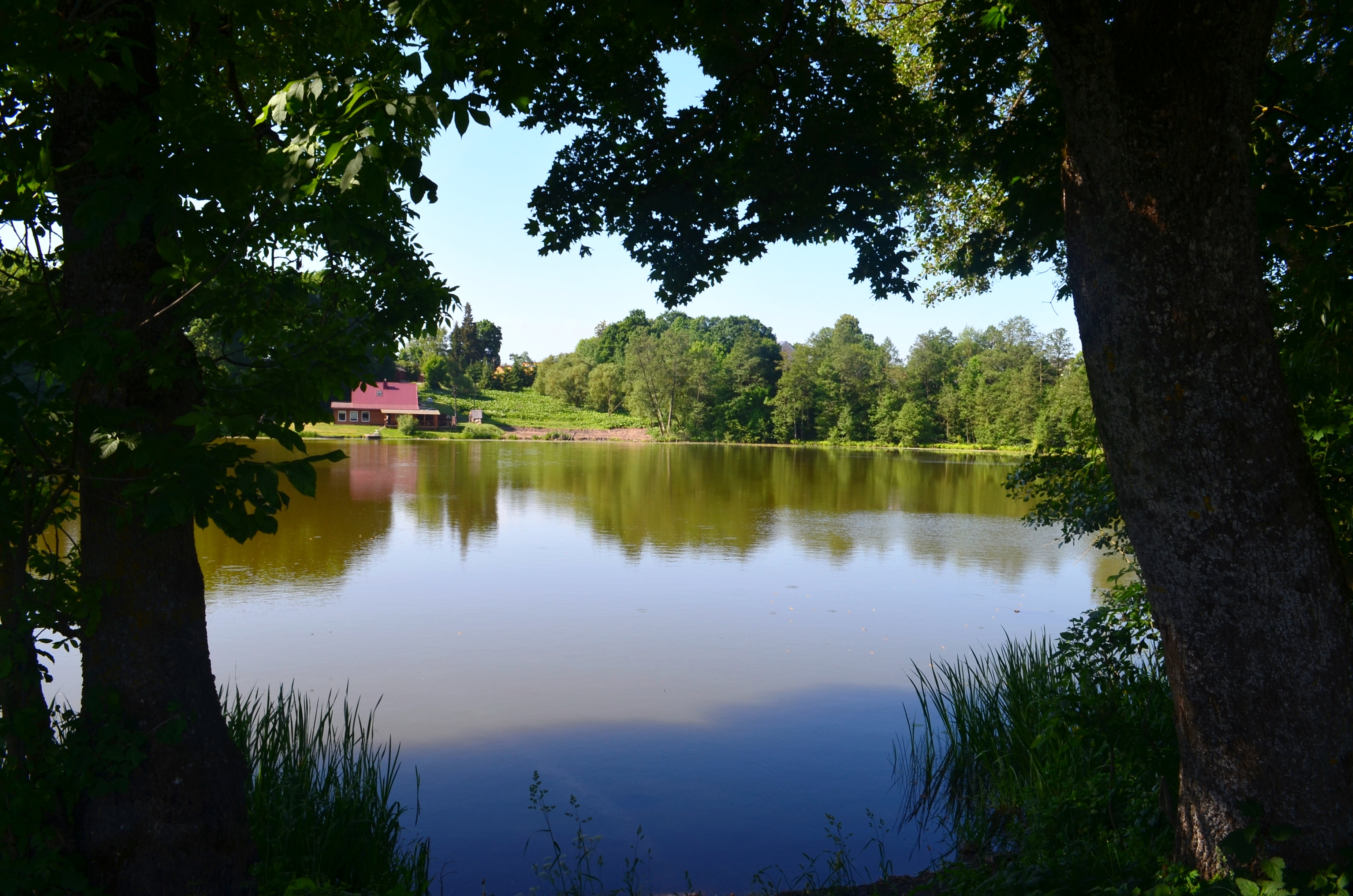
Озеро Сужёнис

Имеются почтовое отделение, детский сад, средняя школа (в 1938—1948 годах начальная, в 1948—1966 годах — семилетняя; язык преподавания польский), католический костёл Святого Феликса Валуа (построен в 1795 года), библиотека (основана в 1950 году), дом культуры.
В деревне пересекаются шоссе Неменчине — Сужёнис — Йоненай и Сапегишкес — Сужёнис—Дирментай, имеется автобусная станция.
В 2005 году в Сужёнисе поставлен памятник бойцам Армии Крайовой, павшим во время Второй мировой войны. Рядом с деревней находятся усадьба бывшего поместья и, в 0,3 км к востоку, курган Sužionių piliakalnis (иначе Kalvinų kalnas), датируемый концом I тысячелетия до нашей эры — началом I тысячелетия.

## История

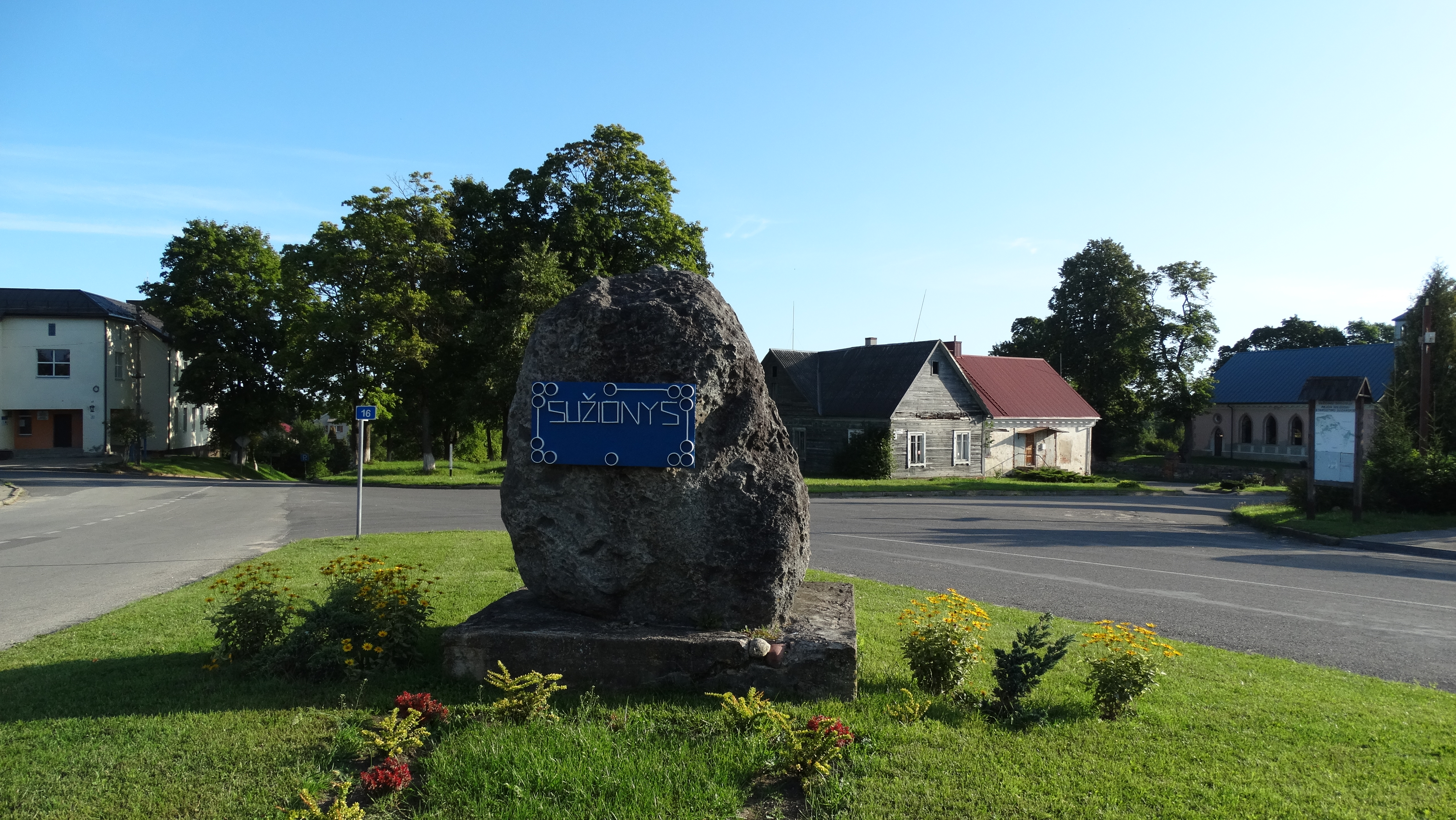
Памятный камень

На восточной окраине Сужёниса сохранились развалины старинного поселения, свидетельствующие о том, что здесь был населённый пункт в X—XI веках.. В исторических источниках деревня впервые упоминается в 1554 году. В документах XVIII века встречаются упоминания поместья.   В конце XVIII века в Сужёнисе был построен дворец, который позднее принадлежал нескольким поколениям Тышкевичей. В советское время Сужёнис был центром апилинки и центральной усадьбой колхоза. 

## Население
В 1890 году был 31 житель, в 1959 — 163, по переписи населения 1970 года в деревне числилось 349 жителей, в 1979 году — 589, в 1989 году — 577. В 2001 году было 535 жителей, в настоящее время насчитывается 449 человек (2013)